# عمر بن عبدالعزیز ابی دلف
عمر بن عبدالعزیز ابی دلف پس از برادرش احمد بن عبدالعزیز به حکومت رسید. در این زمان از سپاهیان او درگیر نبرد با رافع و تصرف ری بودند و این چنین رابطهٔ مابین عمر و برادرش مکر، که به امارت او وارد شده‌بود، تیره شد و خلیفه هم برای عمر هیچ منشوری ارسال نکرد. رافع که از اخبار دلفیان و لشکر و اختلاف مابین آن‌ها آگاهی داشت دوباره به سمت ری هجوم آورد و شهر را به تصرف خود درآورد. 
عمر نیز چون چاره‌ای نداشت به جانب اصفهان گریخت. خلیفهٔ بغداد چون اوضاع را نامناسب می‌دانست، از جانبی یعقوب و جانبی دیگر علویان طبرستان پس به حدود جبال سفر کرد و مناطق ری، قزوین، زنجان و ابهر را به پسرش علی بن معتضد داد و سپس اصفهان، نهاوند و کرج را نیز به دست عمر بن عبدالعزیز سپرد. عمر بن عبدالعزیز در ۲۸۵ ه‍.ق/۸۹۸ م درگذشت.